# Посохов Дмитро Вікторович
Дмитро́ Ві́кторович Посохов (1990—2014) — солдат 25-ї окремої повітрянодесантної бригади Збройних сил України, учасник російсько-української війни.

## Життєпис
Народився 1990 року в смт Великий Бурлук (Харківська область). 2007 року закінчив Площанську ЗОШ. Вступив до Харківського політехнічного інституту, 2008 року призваний до лав Збройних Сил України.
Мобілізований в березні 2014-го, кулеметник, 25-та окрема повітряно-десантна бригада.
30 липня 2014-го загинув в часі обстрілів бойовиками з РСЗВ «Град» позицій українських військових, які супроводжувалися атаками із засідки на колону БТРів десантників поблизу Шахтарська.
Похований в Плоскому. Вдома лишилися батьки та брат.

## Нагороди

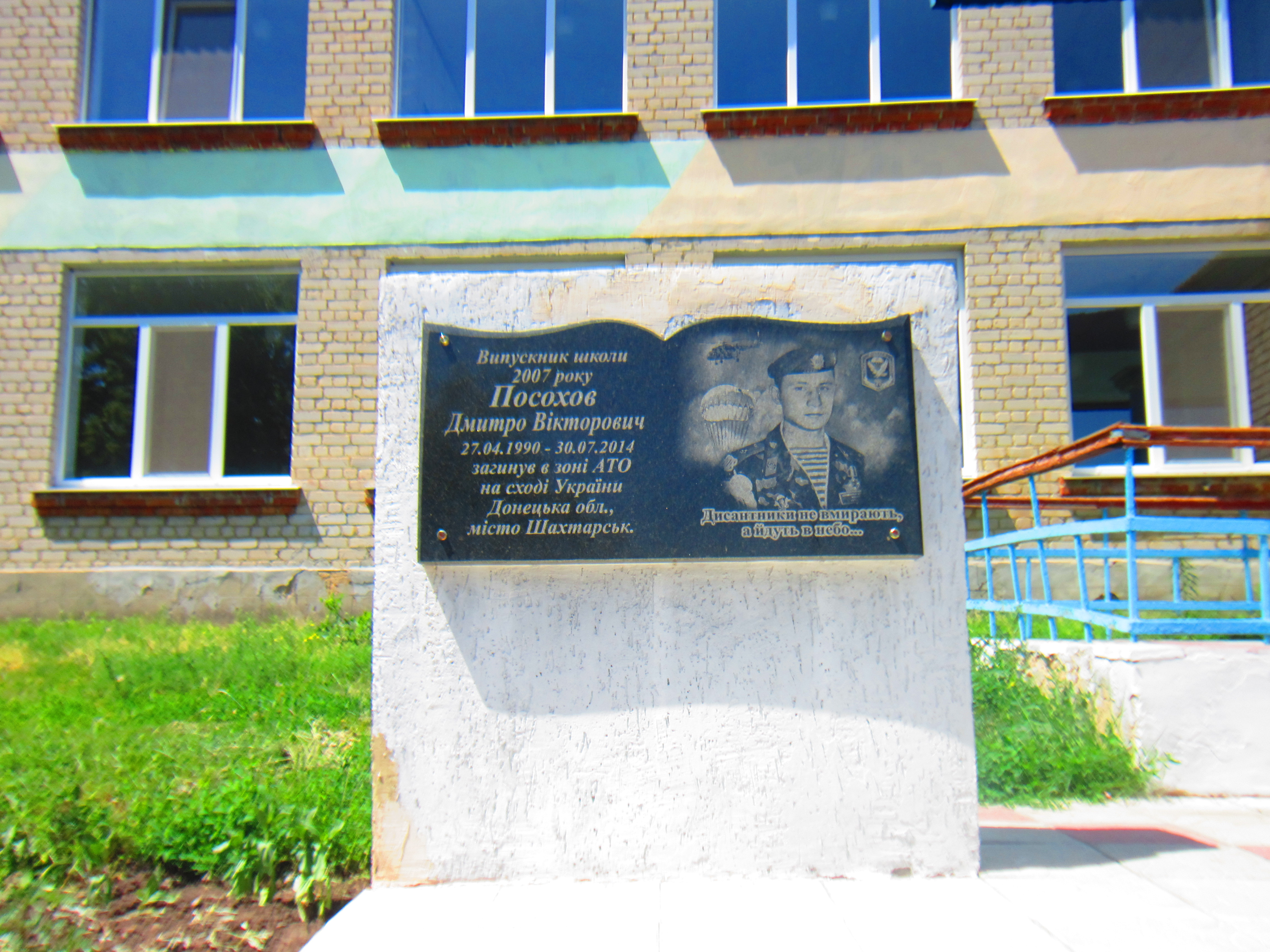
Меморіальна дошка у селі Плоске

14 листопада 2014 року за особисту мужність і героїзм, виявлені у захисті державного суверенітету та територіальної цілісності України, вірність військовій присязі під час російсько-української війни, відзначений — нагороджений орденом «За мужність» III ступеня (посмертно).

## Пам'ять
У другу річницю з дня смерті, 30 липня 2016 року, на будівлі Площанської школи, у присутності представників районної влади та бойових товаришів, було урочисто відкрито меморіальну дошку на честь Дмитра Посохова.